# Відумерла спадщина
Відумерла спадщина (також безхазяйне майно, безгосподарне майно, відумерле або виморочне майно) — в цивільному праві майно померлого, яке не переходить до його спадкоємців. Відумерла спадщина може утворитися, якщо до дня смерті спадкодавця не виявиться спадкоємців ні згідно із законом, ні за заповітом, а також якщо жоден зі спадкоємців не прийняв спадку або всі спадкоємці позбавлені спадку заповітом. Якщо за відсутності спадкоємців згідно із законом заповідано не все майно, то відумерлою спадщиною признається незаповідана частина майна.
Безгосподарне майно відрізняється від безгосподарно утримуваного майна, яке може бути вилучене на користь держави лише за рішенням суду. Будівля визнається безгосподарно утримуваною, коли власник недбайливо ставиться до неї, руйнує тощо.

## Законодавство УРСР
За радянським правом (в УРСР ст. 555 Цивільного кодексу УРСР) майно вважалося виморочним, якщо у спадкодавця немає спадкоємців ні за законом, ні за заповітом; коли всі спадкоємці відмовилися від спадщини або позбавлені законом права на неї.
За ст. 68 Цивільного кодексу УРСР, відумерла спадщина переходить до держави за правом спадкоємства. Держава стає власником цього майна на підставі свідоцтва про право на спадок, видаваного нотаріальною конторою після закінчення шести місяців з дня смерті спадкодавця та публікування в пресі оголошення про виклик особи, що вважає себе власником. Якщо протягом шести місяців власник не з'явиться, приймається рішення про реалізацію майна. Держава (в особі місцевих фінансових органів) несе відповідальність по боргах спадкодавця в межах вартості спадкового майна, що перейшло до нього. Майно, що перейшло таким чином у власність держави, передається для відповідного використання державним, кооперативним або суспільним організаціям.

## Законодавство України
У разі відсутності спадкоємців за заповітом і за законом, усунення їх від права на спадкування, неприйняття ними спадщини, а також відмови від її прийняття орган місцевого самоврядування за місцем відкриття спадщини зобов'язаний подати до суду заяву про визнання спадщини відумерлою.
Спадщина, визнана судом відумерлою, переходить у власність територіальної громади за місцем відкриття спадщини (ст. 1277 ЦК України).